# Molí fariner de la Devesa
El Molí fariner de la Devesa és una obra de Maials (Segrià) inclosa a l'Inventari del Patrimoni Arquitectònic de Catalunya.

## Descripció
Es tracta d'un molí fariner en mal estat de conservació. El parament és de pedra irregular disposada de forma més o menys endreçada. En els vèrtexs els carreus sí que es disposen de forma més regular.
S'han perdut gran part de les parets així com la coberta. Per les restes conservades, sembla que podria ser un molí d'un o dos pisos amb golfes. Les obertures, que poden ser rectangulars o bé d'arc de mig punt dovellat, tenen diferents mesures i es disposen de manera més o menys simètrica, però estan tapiades amb carreus.
La vegetació és abundant a l'interior del molí, fet que ha accelerat el procés de deterioració.
Una inscripció a la llinda d'una de les obertures data la construcció del molí l'any 1947.